# Anticlée
Dans  la mythologie grecque, Anticlée (en grec ancien Ἀντίκλεια / Antíkleia) est la mère d'Ulysse. Fille d'Autolycos et d'Amphithée (ou Mnestra[réf. nécessaire]), elle devient reine d'Ithaque par son mariage avec Laërte, roi d'Ithaque et a de lui une fille, Ctimène et un fils Ulysse.

## Mythe
À la suite d'une poursuite avec Autolycos à propos d'un vol de bétail, Sisyphe, roi de Corinthe, viole sa fille Anticlée déjà promise à Laërte. De ce viol naît un enfant, Ulysse, qui doit plus tard accomplir la célèbre Odyssée. La thèse qui fait d'Ulysse le fils de Sisyphe est confortée par le vers 190 de l’Ajax de Sophocle. Le commentateur de l'édition Budé considère cette thèse comme douteuse et répandue par les ennemis d'Ulysse.
Lors de l’Odyssée, Anticlée alors âgée ne peut plus supporter l'absence de son fils qu'elle croit mort et refuse de devoir le pleurer sur sa tombe au point qu'elle se suicide. Dans une autre version c'est Nauplius, père de Palamède, qui envoie un faux message annonçant la mort d'Ulysse pour provoquer ce suicide.